# Parque nacional de Namtok Ngao
El Parque nacional de Namtok Ngao  es un área protegida en las provincias de Ranong y Chumphon, en el sur de Tailandia. Tiene una superficie de 668 kilómetros cuadrados.
Declarado en 1978, anteriormente se le llamó parque nacional de Khlong Phrao. Después de absorber el parque forestal de Namtok Ngao dentro de sus límites en 1994, el parque fue renombrado como Namtok Ngao en 1999. Es terreno montañoso, y su máxima altitud está en el pico Khao Nom Sao, con 1.089 m s. n. m.